# Ascensión Nicol y Goñi
Florentina Nicol Goñi, religiosamente María Ascensión del Corazón de Jesús (Tafalla, 14 de marzo de 1868 – Pamplona, 24 de febrero de 1940) fue una religiosa española fundadora de la congregación de las hermanas Misioneras Dominicas del Rosario. Fue proclamada beata en 2005.

## Biografía
Recibió su educación en el monasterio de las dominicas de Huesca y en 1885 entró como novicia.
En 1915 aceptó la invitación del obispo dominico Ramón Zubieta y Les, misionero en Amazonia, de trasladarse a Perú para dedicarse al apostolado misionero y a la educación de las niñas pobres de la región. Con un grupo de mujer
es, llegarán al Vicariato apostólico de Puerto Maldonado a reforzar la labor emprendida por Monseñor Ramón Zubieta y Les, con el grupo de frailes que a partir de 1906 se habían incorporado también de la Provincia de España. Para el sostenimiento de su labor fue relevante, la creación por parte de esta provincia en 1966 en Madrid, de la asociación Secretariado de Misiones Dominicanas fundada por el padre Francisco Arias. 
Aunque no estaba en sus proyectos, Nicol y Goñi dio inicio a una nueva congregación del tercer orden regular dominico, y fue elegida superiora general, cargo que tuvo hasta 1939.

## El culto
El papa Juan Pablo II la reconoció con el título de venerable el 12 de abril de 2003.
El cardenal José Saraiva Martins presidió el rito de su beatificación, celebrado en la basílica de San Pedro en Roma el 14 de mayo de 2005.

## Fundadora
-Colegio Santa Rosa